# Edinho (futebolista, 1966)
Edson Marques da Silva Filho (nascido em 11 de abril de 1966), mais conhecido como Edinho, é um ex-jogador brasileiro de futsal, que atuava na posição de ala. Ele fez parte da Seleção Brasileira de Futsal que conquistou o segundo título mundial em 1992.